# Station Birkenhead Central
Birkenhead Central is een spoorwegstation van National Rail in Birkenhead, Wirral in Engeland. Het station is eigendom van Network Rail en wordt beheerd door Merseyrail. 

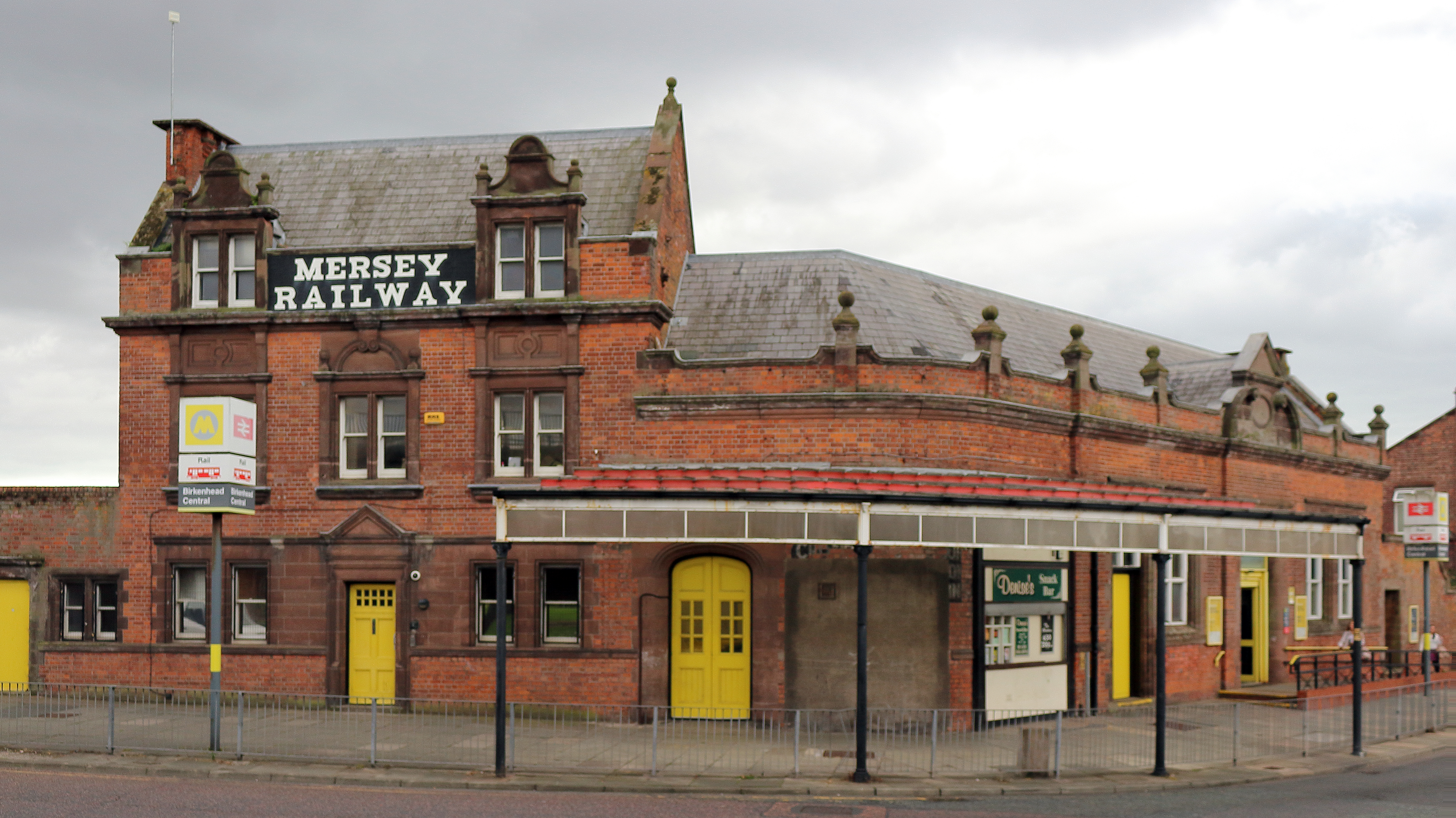
Exterieur, 2018